# كلامرود (سمام)
کلامرود (بالفارسية: کلامرود) هي قرية تقع في إيران في غيلان. يقدر عدد سكانها بـ 172 نسمة بحسب إحصاء 2016.